# Торяник Олександр Володимирович
Олександр Володимирович Торяник (5 січня 1990, м. Харків, СРСР) — український хокеїст, нападник. Виступає за «Торпедо» (Усть-Каменогорськ) у Вищій хокейній лізі. 
Вихованець хокейної школи «СДЮСШОР-90» (Харків). Виступав за ХК «Бєлгород», «Чайка» (Нижній Новгород), ХК «Саров», «Сариарка» (Караганда), «Дизель».
У складі національної збірної України провів 5 матчів (2+1); дебютував 9 лютого 2012 у матчі Єврохокейчеленджу 2012 проти збірної Румунії.